# روب وارنر (دراج)
روب وارنر (بالإنجليزية: Rob Warner)‏ هو دراج بريطاني، ولد في 1970 في ريدنغ في المملكة المتحدة.

## وصلات خارجية
- روب وارنر على موقع أرشيف الدراجات (الإنجليزية)
- روب وارنر على موقع CycleBase (الإنجليزية)